# Fredrik Sjöberg

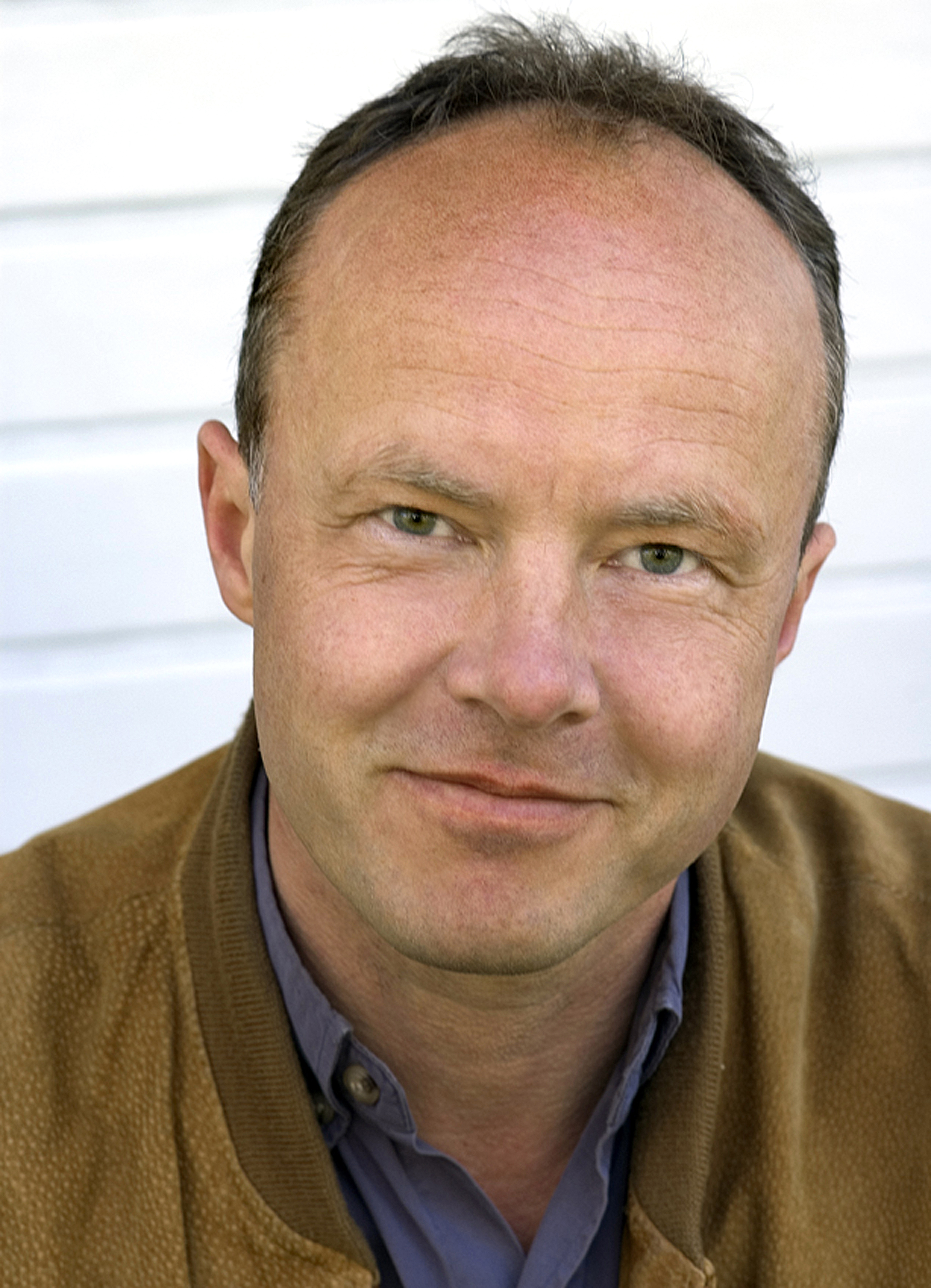
Fredrik Sjöberg (2005)

Fredrik Sjöberg ['fre:drik 'ɧø:bærj] (* 31. August 1958 in Västervik (Schweden)) ist ein schwedischer Übersetzer, Insektenkundler, freier Journalist und Schriftsteller. Sjöberg arbeitete an einigen Anthologien mit, übersetzte etliche Bücher aus dem Norwegischen, Englischen und Französischen und verfasste auch mehrere Bücher aus eigener, alleiniger Autorschaft, von denen einige ins Deutsche übersetzt sind. Sein bislang erfolgreichstes Buch Die Fliegenfalle, das 2004 in Schweden erschien, wurde für den schwedischen Augustpreis (schwedisch: Augustpriset) nominiert.

## Leben und Wirken

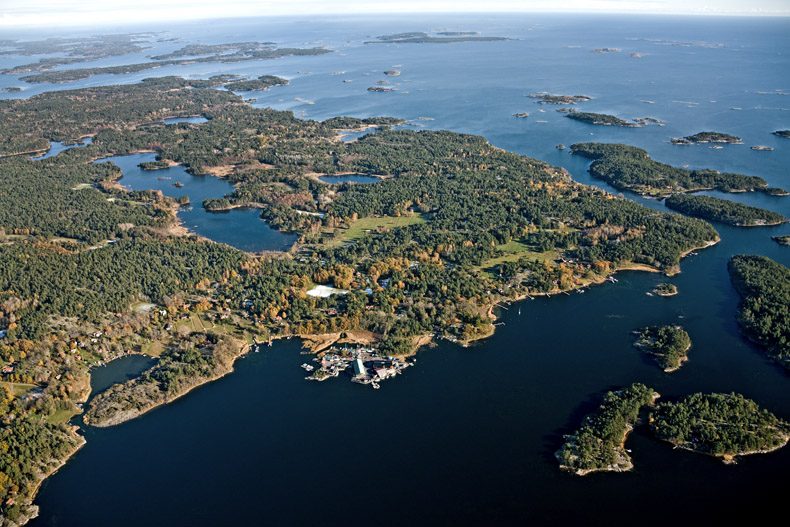
Runmarö, in nordöstliche Richtung gesehen

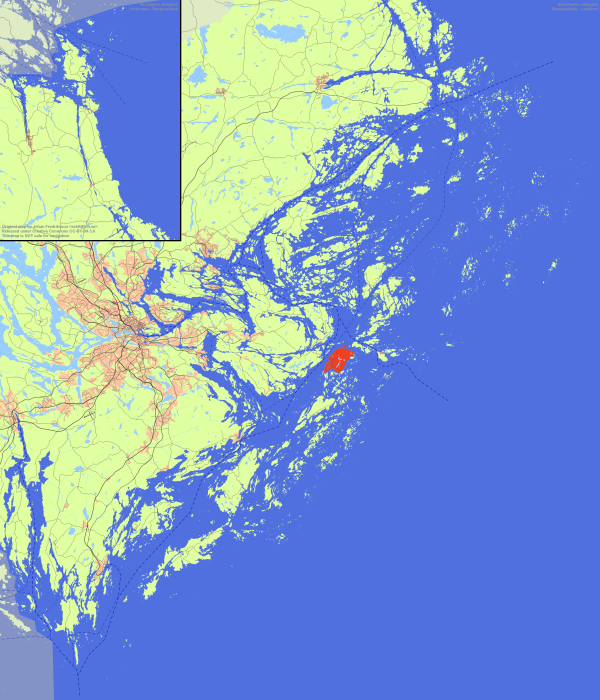
Geographische Lage von Runmarö

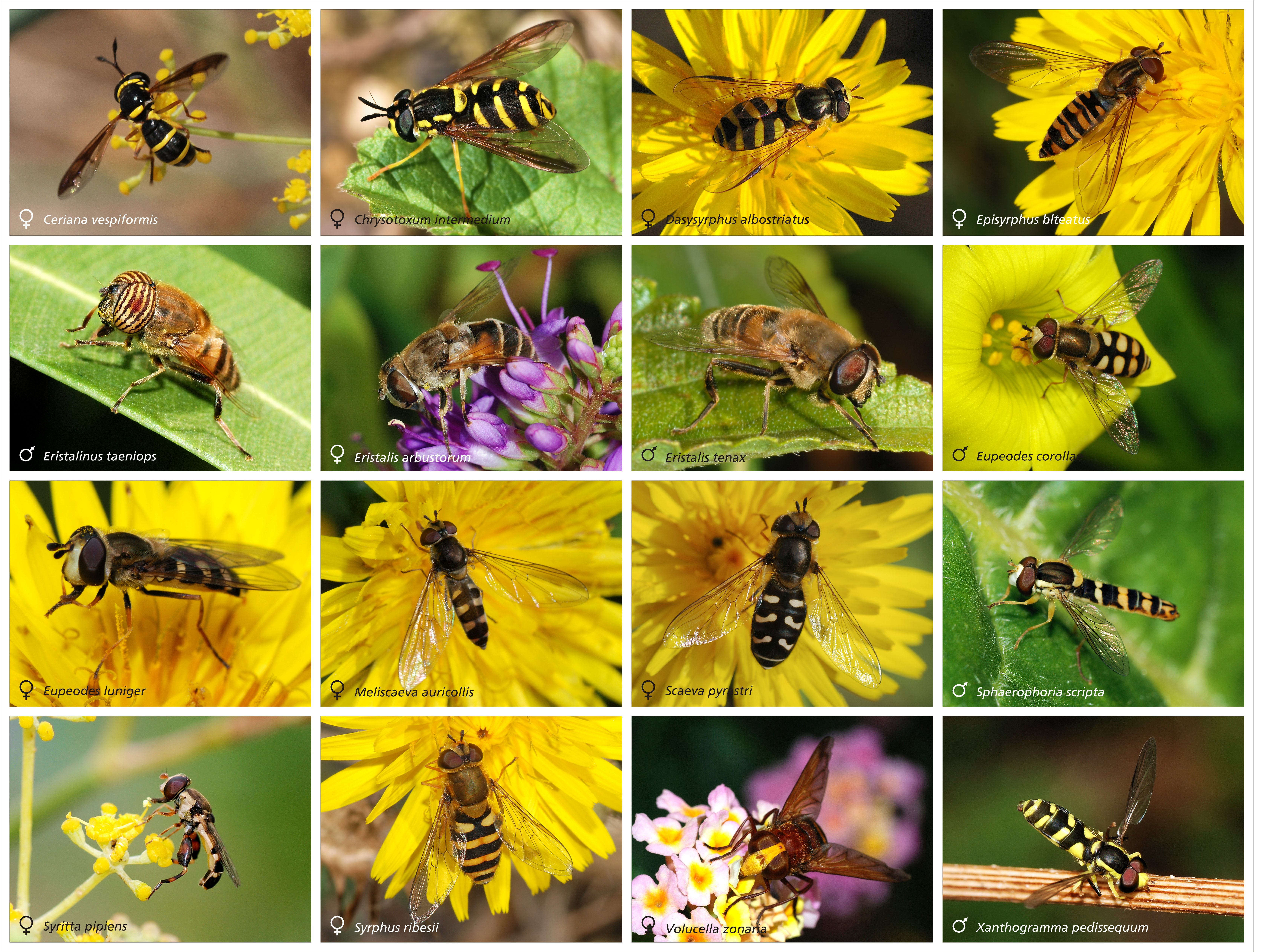
Schwebfliegen

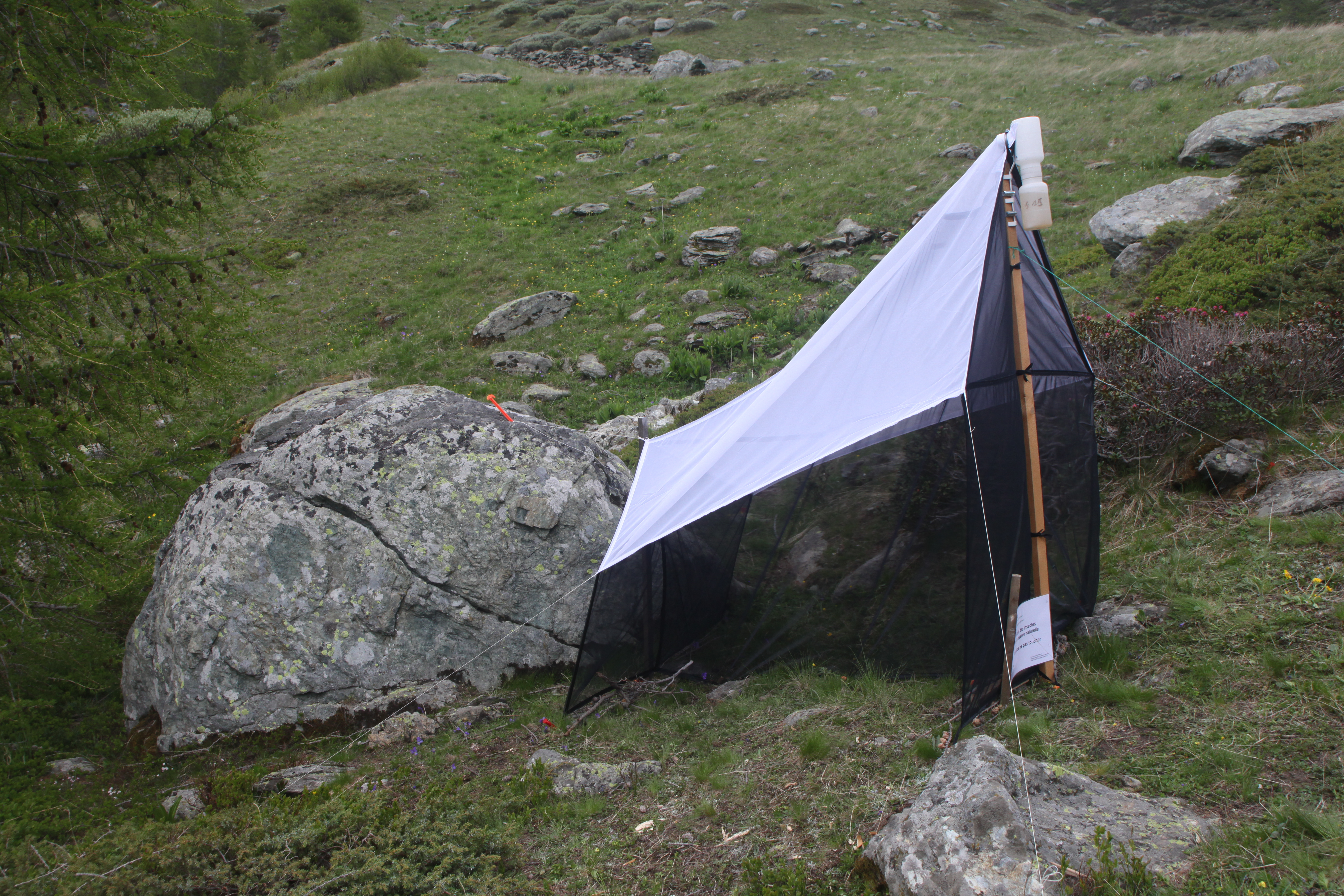
Malaise-Falle, eine Zeltfalle, benannt nach dem schwedischen Entomologen René Malaise (1892–1978), der sie erstmals 1937 in Burma einsetzte und im Buch Flugfällan (Die Fliegenfalle) thematisiert wird

Fredrik Sjöberg wurde am 31. August 1958 in Västervik geboren. Unter seinen Vorfahren waren småländische Bauern und Büchsenmacher. Die ersten zwanzig Jahre seines Lebens verbrachte er in Västervik. Er studierte Biologie und Geologie. Unter anderem arbeitete er als Theaterrequisiteur. Im Alter von 25 Jahren gab Sjöberg das Biologiestudium auf, um sich fortan als Schriftsteller zu betätigen. Seit dem Jahr 1986 lebt er auf Runmarö, in der Nähe von Stockholm. Er ist verheiratet mit Aase Jenny Teresia Berg (Jahrgang 1967). Auf die Insel im Stockholmer Schärengarten zog er im Jahr 1986 zunächst aus finanziellen Gründen und wegen Schwangerschaft seiner Partnerin, aber auch der Orchideen wegen, und studierte später auch die dortigen Insekten, vor allem Schwebfliegen und Schmetterlinge. Er und Johanna aus Schonen, eine Buchbinderin und Dichterin, lebten dort zunächst zehn Jahre lang in Armut mit drei kleinen Kindern und ohne fließendem Wasser in einem verfallenen Sommerhaus mit Blick auf einen See. Als seine Kinder Teenager waren und die Familie es sich wegen der Einnahmen aus der Übersetzung des Buches Wege zum Gleichgewicht: ein Marshallplan für die Erde von Al Gore ins Schwedische leisten konnte, ein langes, niedriges Holzhaus auf ihrem Grundstück zu bauen, begann er mit der Schwebfliegenjagd und arbeite sieben Jahre lang dort am Erfassen der Schwebfliegenfauna der Insel. Auf diesem Biodiversitäts-Hotspot fand er 202 Schwebfliegenarten, 180 davon in seinem Garten, und zählte des Weiteren auf der Insel 58 Schmetterlingsarten. Die Schwebfliegensammlung des Entomologen war auf der Biennale in Venedig im schwedischen Pavillon ausgestellt. Sie diente dort als Kunstobjekt über das Sammeln.
Einige Jahre lang war Sjöberg Vorsitzender des småländischen Bezirks des Feldbiologenverbandes. Seit 2002 ist er Mitglied der Kungliga Skogs- och Lantbruksakademi (KSLA, deutsch: Königlich Schwedische Akademie für Forst- und Landwirtschaft) und seit 2003 Mitglied der Kungliga Skytteanska Samfundet (deutsch: Königlich Schwedische Gesellschaft des Schützenwesens). 2009/2010 war er Stipendiat des Internationalen Künstlerhauses Villa Concordia in Bamberg.
Sjöberg arbeitet seit dem Ende des 20. Jahrhunderts unter anderem als Literaturkritiker für das Svenska Dagbladet. Dort rezensiert er hauptsächlich Sachbücher und Belletristik. Sjöberg veröffentlichte ab dem Jahr 1988 mehrere Bücher. Zu seinem literarischen Stil fand Sjöberg, als er 2001 ein Buch über die Insektensammlung des schwedischen Lyrikers Tomas Tranströmer schrieb. Dieses Werk verfasste er als ein Geburtstagsgeschenk zum Siebzigsten für diesen damals designierten schwedischen Nobelpreisträger, der seine Sommer auf Runmarö verbracht hatte. Sjöbergs meistgelesenes und erfolgreichstes Buch ist Flugfällan (Die Fliegenfalle) aus dem Jahr 2004. Dieses Buch thematisiert den schwedischen Entomologen, Schriftsteller und Kunstsammler René Malaise, nach dem die von ihm erfundene Malaise-Falle benannt ist, sowie Sjöbergs Entscheidung, auf seiner Heimatinsel Runmarö mit dem Sammeln von Fliegen zu beginnen. Diese 15 Quadratkilometer große Schäreninsel eine Stunde östlich von Stockholm war früher unter anderem auch die Heimat von René Malaise, dem letzten einer Generation von polymathischen Naturforschern, der von dem britischen Schriftsteller und Journalist Patrick Barkham in seinem Interview Sjöbergs im Guardian nicht nur als Universalgelehrter, sondern auch als exzentrischer Schwede bezeichnet wurde. Patrick Barkham selber debütierte 2011 mit einem Buch über die im Vereinigten Königreich vorkommenden Schmetterlingsarten (The Butterfly Isles), befasste sich ebenfalls mit kleineren Inseln und verfasste im Guardian das oben erwähnte Interview und Feature über Sjöberg. Mehr als 30.000 Exemplare des Buches Flugfällan (Die Fliegenfalle) wurden allein auf dem kleinen schwedischen Markt verkauft.

## Rezeption
Sjöbergs Bücher wurden in viele Sprachen übersetzt. Sein 2004 publiziertes Buch Die Fliegenfalle wurde für den Augustpreis (Augustpriset) nominiert, den renommiertesten schwedischen Literaturpreis.
Die schwedische Autorin, Journalistin und Übersetzerin Nina Lekander hob in ihrer Rede En stol till Sjöberg (deutsch: Ein (Lehr)stuhl für Herrn Sjöberg, gemeint ist ihre in ihre Ansprache geäußerte Hoffnung vor der Svenska Akademi (Schwedische Akademie)) im Jahr 2013 (mit Update von 2016) anlässlich ihres von der Akademie ausgezeichneten Essays über Sjöberg Ge upp i dag - i morgon kan det vara för sent hervor, dass ihr alles gefalle, was sie von Fredrik Sjöberg gelesen habe und dieser sich in seiner darin enthaltenen Darstellung der Künstler Lotte Laserstein und Olof Ågren „selbst aus dem einen oder anderen Blickwinkel“ reflektiere. Weiter hob sie hervor: „Aber interessanter finde ich, wenn er die gelehrte und leicht lesbare Variante des Erzählens wählt, für die er so viel Talent hat. Lustige Anekdoten, die nicht notwendigerweise wahr sind, und seltsame Phänomene, denen er im östlichen Småland begegnet, wo Sjöberg sein Leben begann und sowohl Laserstein als auch Ågren ihr Leben beendeten.“ (im Original auf Schwedisch: „I dessa“ [gemeint ist Lotte Laserstein]„, fast mest i Ågren, speglar sig Fredrik Sjöberg ur den ena eller andra vinkeln. Fast intressantare är, tycker jag, när han går in för den lärda och lättlästa varianten av storytelling som han har en sådan fallenhet för. Lustiga anekdoter, inte nödvändigtvis sannfärdiga, och märkliga fenomen som han stöter på i det östra Småland där Sjöberg begynte sitt liv och både Laserstein och Ågren hamnade i slutet av sina.“)
2015 erhielt Sjöberg den mit 100.000 Kronen (SEK) dotierten Essaypreis der Svenska Akademi (deutsch: Schwedische Akademie). Er ist Ehrendoktor der Sveriges lantbruksuniversitet (SLU, deutsch: Schwedische Universität für Agrarwissenschaften) in Uppsala und in Lund.
Die Journalistin und Autorin Katharina Rudolph schrieb in ihrer Rezension unter dem Titel „Besser scheitern ist schon fast Gelingen“ im Jahr 2018 in der Frankfurter Allgemeinen Zeitung: „Ausgerechnet über diese Frau [gemeint ist die deutsch-schwedische Künstlerin Lotte Laserstein] nun sagt einer, der nicht etwa Kunstwissenschaftler, sondern passionierter Insektenforscher ist: Wenn irgendwer hätte aufhören sollen, dann sie. […] Sjöberg erzählt keine Heldengeschichten, sondern auf wunderbare Weise Geschichten zum Scheitern. Und vom Zauber des Zufalls.“
Die deutsche Skandinavistin Sophie Wennerscheid nannte ihn in ihrer Rezension in der Süddeutschen Zeitung im Jahr 2022 den „Sammler unter den Schriftstellern“ und einen großartigen „Sammler von Geschichten“. „Dass Sammeln etwas Manisches haben kann, und sich zugleich gegen den Vorwurf des Nutzlosen zu erwehren hat, weil das, was gesammelt wird, in den Augen der Nicht-Sammelnden im besten Falle als kurios, aber belanglos erscheint“, habe „der schwedische Autor bereits in mehreren seiner Bücher gezeigt“. Sie hob eine „ihm eigene(n) Begabung“ vor, „das zum Leuchten zu bringen, was andere in den dunklen Ecken der Geschichte unbeachtet liegengelassen haben“. Aus „den vielen Puzzleteilen“ entstehe „tatsächlich so etwas wie ein Stück Kunst- und Lebensgeschichte“.

## Werke (Auswahl)
- På maktens tröskel. Carlsson Bokförlag, 1988
- Miljö till varje pris, gemeinsam mit Mikael Edelstam. LTs förlag, 1988
- Verkligheten på hotlistan. Sveriges lantbruksuniversitet, 1993
- Vi och Dom. Bokförlaget Atlantis, 1997
- Artrikedomar. Bokförlaget Atlantis, 1998
- Gener, pengar och pirater. Utbildningsradion (Sveriges Utbildningsradio), 1998
- Vad ska vi med naturen till?. Nya Doxa, 2001
- Tranströmerska insektsamlingen från Runmarö. Ellerströms förlag, 2001
  - Tomas Tranströmers Insektensammlung von der Insel Runmarö. Gemeinsam mit Tomas Tranströmer und Illustrationen von Peter Frie. Deutschsprachige Übersetzung von Klaus-Jürgen Liedtke. Kleinheinrich Verlag, Münster 2011, ISBN 978-3-930754-69-4
- Naturens nollåttor, Svenska Naturskyddsföreningen, 2002
- Flugfällan. Nya Doxa, 2004
  - Die Fliegenfalle – Über das Glück der Versenkung in seltsame Passionen, die Seele des Sammlers, Fliegen und das Leben mit der Natur. Aus dem Schwedischen von Paul Berf. Eichborn Verlag, Frankfurt am Main 2008, ISBN 978-3-8218-5816-6
- Flyktkonsten. Nya Doxa, 2006
  - Die Kunst zu fliehen: Vom Nutzen des Scheiterns und dem Vergnügen der Abschweifung. Aus dem Schwedischen von Paul Berf. Galiani Verlag, Berlin 2012, ISBN 978-3-86971-056-3
- Den utbrände kronofogden som fann lyckan, Nya Doxa, 2008
- Russinkungen. Nya Doxa, 2009.
  - Der Rosinenkönig. Von der bedingungslosen Hingabe an seltsame Passionen. Aus dem Schwedischen von Paul Berf. Galiani Verlag, Berlin 2011, ISBN 978-3-86971-033-4.
- Varför håller man på? Albert Bonniers Förlag, 2012
  - Wozu macht man das alles?, Geschichten und Essays, übersetzt von Paul Berf. Carl Hanser Verlag, München 2016, ISBN 978-3-446-25064-2.
- Ge upp i dag – i morgon kan det vara för sent. Albert Bonniers Förlag, 2013
  - Vom Aufhören : über die Flüchtigkeit des Ruhms und den Umgang mit dem Scheitern. Übersetzung Paul Berf. Köln : Galiani Verlag, 2018 (über die Maler Lotte Laserstein und Olof Ågren)
  - Mama ist verrückt und Papa ist betrunken. Ein Essay über den Zufall. Carl Hanser Verlag, 2022[13]
- Fjärilarnas skärgård. Bokförlaget Max Ström, 2021
  - Schmetterlinge zählen. Berlin : Matthes & Seitz, 2024

## Auszeichnungen (Auswahl)
- De Nios Vinterpris (2005)
- Änglamarkspris (2006)
- En bok för allas litterära humorpris (2006) für Flyktkonsten
- Alf Henrikson-Preis (2007, Begründung: „Für wissenserweiterndes Schreiben über die Natur in einer kulturellen Perspektive“ (im schwedischen Originaltext: „För ett kunskapsberikande författarskap om naturen i ett kulturellt perspektiv“))[3]
- Essaypreis der Schwedischen Akademie (2015)[13]
- Ig-Nobelpreis (2016; eine satirische Auszeichnung, um wissenschaftliche Leistungen zu ehren, die „Menschen zuerst zum Lachen, dann zum Nachdenken bringen“, im Original: „The Ig Nobel Prizes honor achievements that make people LAUGH, and then THINK“)[16]